# Yang Wenlu
Yang Wenlu (chinois : 杨文璐) est une boxeuse chinoise née le 13 janvier 1991 dans le Xian de Juye. En 2024, elle remporte la médaille d'argent lors des jeux olympiques de Paris dans la catégorie des -60 kg.

## Biographie
Yang Wenlu décide de se mettre à la boxe à l'âge de 17 ans après avoir vu un match du champion Zou Shiming à la télévision. Elle suit des cours à l'Ocean University of China (en), où elle obtient une licence, puis s'inscrit à la Shanghai University of Sport (en) où elle obtient un master. Sa carrière internationale débute en 2015 dans la catégorie des -64 kg. En 2016, elle remporte la médaille d'or lors des Championnats du monde. Elle remporte la médaille d'or lors des jeux asiatiques de 2022 et se qualifie pour les JO de Paris. En 2023, elle reçoit la médaille de bronze lors des championnats du monde en -60 kg. En 2024, elle participe aux jeux olympiques de Paris et s'incline en finale face à l'Irlandaise Kellie Harrington, obtenant la médaille d'argent.

## Palmarès

### Jeux olympiques
- Médaille d'argent en -60 kg aux jeux olympiques en 2024 à Paris, France

### Championnats du monde
- Médaille d'or en -64 kg aux championnats du monde en 2016 à Astana au Kazakhstan
- Médaille de bronze en -60 kg aux championnats du monde en 2023 à Jeju, Corée du Sud

### Jeux asiatiques
- Médaille d'or en -60 kg aux jeux asiatiques en 2022 à Hangzhou, Chine

## Honneurs
En 2011, la General Administration of Sport of China (en) la nomme athlète élite nationale puis internationale en 2016. En 2022, elle est nommée porte-drapeau lors d'une manifestation du 8 mars pour la Journée internationale des femmes organisée par la fédération nationale des femmes de Chine

## Référence
1. 1 2  (en) « Yang Wenlu », sur olympics.com (consulté le 8 août 2024)
2. ↑  (en) « Yang settles for silver as boxing finals move to home of French tennis », sur China Daily, 7 août 2024 (consulté le 8 août 2024)
3. 1 2  (en) « Yang Wenlu », sur Conseil olympique d'Asie (consulté le 8 août 2024)